# Capsaicin
Capsaicin (8-methyl-N-vanillyl-6-nonenamide) là một chất được lấy ra từ ớt, chính chất này tạo ra vị cay khi ăn ớt, có công thức hóa học là C18H27NO3.
Capsaicin hòa tan trong cồn và mỡ, không hòa tan trong nước. Vì thế trong trường hợp ăn bị cay quá, dùng nước chỉ giảm được độ cay phần nào, nhưng thức ăn có sữa sẽ giúp ta nhiều hơn.
Một trong những tác dụng của Capsaicin là diệt vi trùng, nên chất này thường được dùng để bảo quản thực phẩm, giữ cho thức ăn lâu hư. Ngoài ra cũng được dùng để bào chế băng hoặc cao dán, nhờ tác dụng làm thông sự bế tắc của máu. Một thử nghiệm của Hàn Quốc cho thấy lượng mỡ của một trăm người phụ nữ ăn ớt thường xuyên, được giảm xuống một cách rõ ràng. Theo một khám phá mới nhất, Capsaicin có khả năng giết chết tế bào ung thư tiền liệt tuyến của đàn ông.
Capsaicin trong y khoa được liệt kê vào loại độc dược. Đây là một hóa chất có tác dụng khiến cho ớt có vị cay nóng, thế nhưng, khi ở dạng tinh khiết, hóa chất này có thể giết chết bất cứ ai thử nuốt nó. Capsaicin gây nóng và bỏng rát khi tiếp xúc với da người. Tuy nhiên bắt đầu từ lượng nào đó, nó mới tác hại đến cơ thể. Những phủ tạng như ruột, bao tử, hệ hô hấp, da và da nhờn trong khoang miệng mũi sẽ bị thiệt hại, nếu ăn cay quá độ. Dùng ớt quá độ và trong một thời gian dài có thể làm hệ thần kinh chết dần. Những hệ thần kinh bị ảnh hưởng: vị giác, cơ quai hàm, và do đó sự cảm nhận về độ cay cũng giảm đi (lên đô). Có người ăn cả trái ớt vẫn không có phản ứng gì tức thời, nhưng có người chỉ cần cắn một miếng thôi là nước mắt mũi giàn giụa, mồ hôi toát ra, tim đập nhanh, máu dồn, đầu bưng bưng, tai nhức ù...
Khi ăn cay trong người sẽ tiết ra chất Endorphin (có tác dụng gần giống như thuốc phiện), chất này được phỏng đoán là lý do làm người ta càng ăn và muốn ăn ớt nhiều hơn.
Ớt càng cay, hàm lượng Capsaicin (độc tố) càng nhiều.

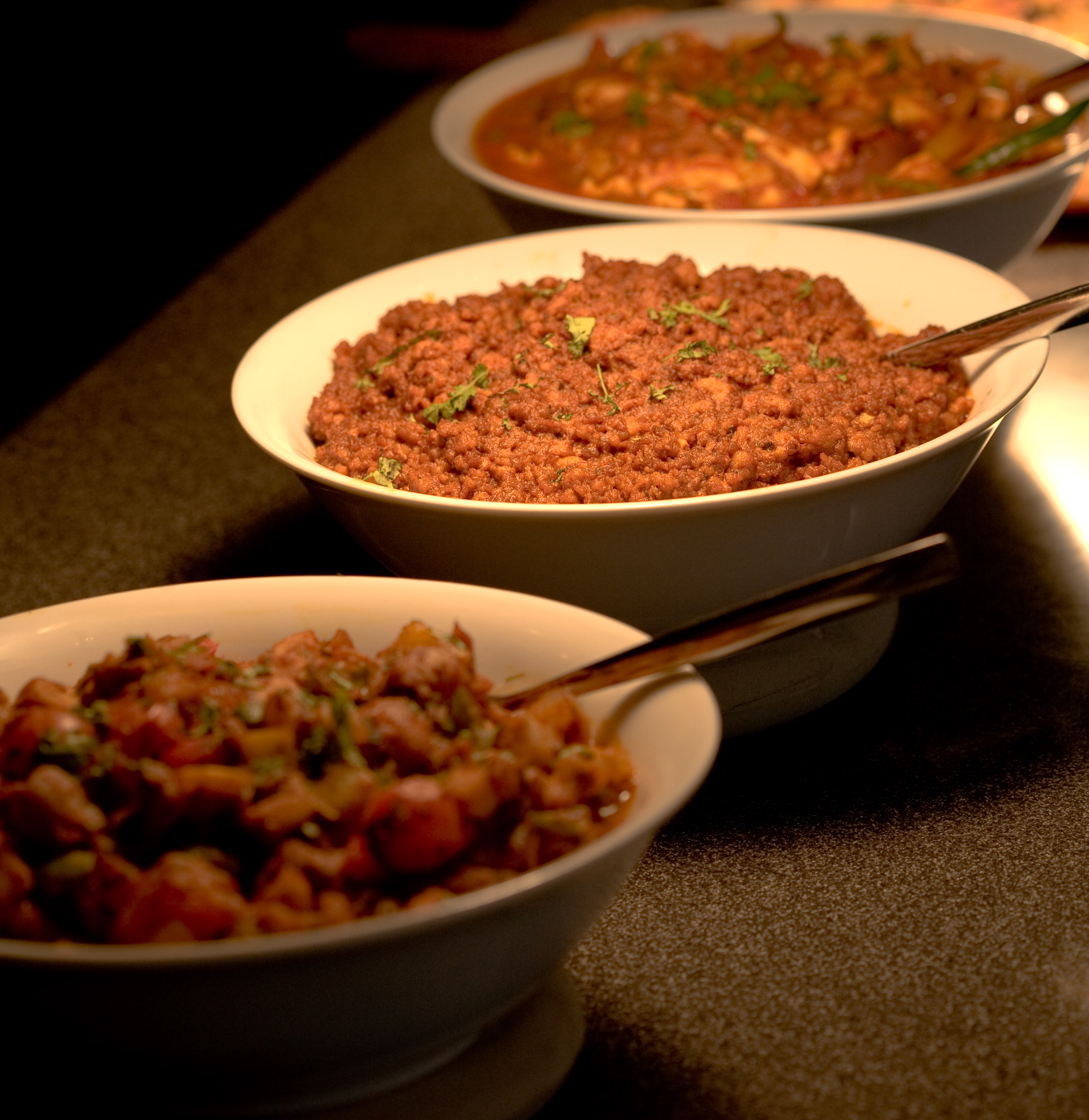
Món ăn cà ri của Ấn Độ có chứa bột ớt.